# Universidade de Waterloo

A Universidade de Waterloo, também conhecida pela sigla "UW" ou simplesmente "Waterloo", é uma universidade pública de tamanho médio, com enfoque na pesquisa, situada na cidade de Waterloo, no Canadá. Em 2003 recebeu 21 550 novos alunos e 2 485 iniciaram cursos de pós-graduação, com 787 membros da faculdade a tempo inteiro. A universidade foi fundada em 1957. A universidade é conhecida pelos seus renomados programas nas áreas de engenharia e de física.